# 김제갑
김제갑(金悌甲, 1525년~1592년)은 조선의 문신으로, 임진왜란 당시 원주 영원산성에서 성을 끝까지 지키다가 계부인 이씨와 차남 시백과 함께 순절하였다. 본관은 안동, 자는 순초(順初), 호는 의재(毅齋), 시호는 문숙(文肅)이다.

## 생애
김방경의 후손으로, 할아버지는 종사랑을 지내고 이조 참판에 증직된 김언묵(金彦黙)이며, 진사로 영의정에 추증된 김석(金錫)의 아들이다. 김시민(金時敏)의 삼촌이며 김충갑(金忠甲)의 동생이다. 형 김충갑과 함께 유학자 퇴계 이황의 문인이었다. 1553년 별시문과에 병과로 급제해 1555년 홍문관정자와 병조좌랑, 정언, 충청도관찰사, 창성 부사 등을 역임하였다.
1588년 평안도지역 국경방어 강화책의 일환으로 특별히 창성 부사(昌城府使)로 임명되었지만, 70세에 가까운 늙은 문관을 보내는 것이 불가하다는 병조판서 정언신(鄭彦信)의 반대로 해임되었다. 1592년 충청도관찰사(忠淸道觀察使) 겸 순찰사(巡察使)와 원주목사(原州牧使)를 지냈다.
1592년 7월 임진왜란이 일어나 왜장 모리 요시나리가 원주 영원산성으로 쳐들어오자 관군과 의병을 이끌고 끝까지 싸웠다. 그러나 험한 지세를 믿고 잠깐 방심하였다가 적의 습격을 받아 아들 김시백(金時伯), 부인 이씨와 함께 전사했다. 사후 1592년 바로 이조판서 겸 경연홍문관대제학 예문관대제학 의금부 성균관 춘추관사를 추증받았고, 아들 김시백은 통정대부 호조참의로 증직되었다.
숙종 때인 1711년 영의정에 추증되고 정려를 받았으며, 원주의 충렬사, 괴산의 화암서원에 제향되었다.

## 가족 관계
- 증조부 : 김수형(金壽亨)
  - 할아버지 : 김언묵(金彦黙)
    - 아버지 : 김석(金錫)
    - 어머니 : 행주 기씨 - 기형(奇逈)의 딸[3]
      - 형 : 김충갑(金忠甲, 1515 ~ ?)
      - 누나 : 안동 김씨(1518 ~ ?) - 성주 이씨 수찬(修撰) 이휘(李煇)의 처
      - 형 : 김효갑(金孝甲, 1520 ~ ?)
      - 형 : 김우갑(金友甲, 1522 ~ ?)
      - 여동생 : 안동 김씨(1528 ~ ?) - 한양 조씨 충의위(忠義衛) 조항(趙沆)의 처
      - 남동생 : 김인갑(金仁甲, 1534 ~ ?)
      - 정부인 : 윤효사(尹孝思, 1524 ~ ?) - 좌의정 윤개(尹漑)의 딸[4]
        - 장녀 : 김현상(金賢詳, 1544 ~ ?)
        - 차녀 : 김연상(金延祥, 1553 ~ ?)
        - 장남 : 김시헌(金時獻, 1560 ~ 1613)
        - 며느리 : 남양 홍씨 - 홍성민(洪聖民)의 딸

      - 계부인 : 전주 이씨(全州 李氏, 1548 ~ 1592) - 진천군(晉川君) 이옥정(李玉貞)의 차녀[5]
        - 차남 : 김시백(金時伯, 1572 ~ 1592)
        - 3녀 : 김경개(金景介, 1577 ~ ?)
        - 4녀 : 김경진(金景進, 1585 ~ ?)

## 같이 보기
- 임진왜란
- 김충갑
- 김시민
- 김제갑 충렬비 - 원주시의 향토문화유산 제2012-1호

## 참고 자료
- 김제갑 - 한국학중앙연구원